# Marie-Christine Doffey

Marie-Christine Doffey (rechts) mit zwei Wikipedia-Autoren – im Jahr 2014.

Marie-Christine Doffey (* 1958) war von 2005 bis 2021 Direktorin der Schweizerischen Nationalbibliothek. Die Freiburgerin  war die erste Frau in dieser Funktion.

## Beruflicher Werdegang
Marie-Christine Doffey erlangte 1983 an der Universität Freiburg 1983  ein Lizentiat in Geisteswissenschaften. Sie befasste sich mit Altertumswissenschaften. 2002 folgte ein Master of Advanced Studies in Arts Management an der Universität Basel.
Nach dem Studium nahm Doffey an archäologischen Ausgrabungen im Ausland teil. Anschliessend arbeitete sie an der Kantons- und Universitätsbibliothek Freiburg. Sie arbeitet seit 1991 für die Schweizerische Nationalbibliothek. Die letzten zwei Jahre vor ihrer Berufung zur Direktorin amtete sie bereits als Vizedirektorin. In dieser Funktion leitete sie ein Projekt für die Nationalbibliothek mit dem Ziel, diese als Amt mit Leistungsauftrag und Globalbudget zu führen.
Während ihrer Amtszeit als Direktorin gehörte Doffey auch verschiedenen Leitungsgremien der Schweizer Bibliothekswelt an, so als Mitglied des Vorstands von Bibliosuisse, des Verwaltungsrats der SLSP AG (Swiss Library Service Platform / Swisscovery), des Vorstands der Schweizerischen Konferenz der Kantonsbibliotheken und auch von internationalen Gremien.
In Doffeys Amtszeit als Direktorin fällt die Umbenennung der Institution: Ab 2007 hiess die Schweizerische Landesbibliothek neu Schweizerische Nationalbibliothek. Weiter wurde die Schweizerische Nationalphonothek 2016 Teil der Nationalbibliothek und damit institutionell abgesichert. Zudem wurden die Bestände zunehmend digital zugänglich gemacht. So wurden namentlich die Sammlung E-Helvetica und das Webarchiv Schweiz gegründet. Oder zusammen mit anderen Trägern über 50 Mio. Presseartikel im Portal e-newspaperarchive.ch rückwirkend gescannt und online zugänglich gemacht.
Anlässlich des Jubiläums 125 Jahre Nationalbibliothek sagte Doffey:

„Ich glaube, viele wissen gar nicht, dass es mit der Nationalbibliothek eine Institution gibt, durch deren Bestände sich nachvollziehen lässt, wie wir zu denjenigen geworden sind, die wir sind. Und das Besondere ist: Dieser immense Schatz steht allen offen.“

Auf Ende Juni 2021 ging Doffey in Pension. Am 16. August 2021 wurde Damian Elsig ihr Nachfolger als Direktor der Nationalbibliothek.